# Juichi Tsushima
Pour les articles homonymes, voir Tsushima.
Juichi Tsushima (津島 壽一, Tsushima Juichi), né le 1er janvier 1888 – mort le 7 février 1967, est un homme politique japonais.
Il a été ministre des Finances du 17 août 1945 au 9 octobre 1945. Il a également été le 7e président du Comité olympique japonais de 1959 à 1962.